# Heniochus varius
Heniochus varius – ryba morska z rodziny chetonikowatych. Hodowana w akwariach morskich.

## Występowanie
Zasiedla rafy koralowe na głębokościach 2–20 m. Indonezja i Mikronezja.

## Charakterystyka
Dorasta do 19 cm długości. Przebywają pojedynczo lub w małych grupach. Żywią się polipami koralowców i bezkręgowcami.